# IJsland op de Olympische Jeugdwinterspelen 2012
IJsland was een van de landen die deelnam aan de Olympische Jeugdwinterspelen 2012 in Innsbruck, Oostenrijk.

## Deelnemers en resultaten
(m) = mannen, (v) = vrouwen 

### Alpineskiën
| Olympiër              | Onderdeel           | Resultaat | Prestatie                          |
| --------------------- | ------------------- | --------- | ---------------------------------- |
| Jakob Helgi Bjarnason | super g (m)         | 19e       | 1.07,07 (+2,62)                    |
| Jakob Helgi Bjarnason | supercombinatie (m) | -         | - (-) (1.05,34, DNF)               |
| Jakob Helgi Bjarnason | reuzenslalom (m)    | -         | - (-) (DNF, -)                     |
| Jakob Helgi Bjarnason | slalom (m)          | -         | - (-) (DSQ, -)                     |
|                       |                     |           |                                    |
| Helga Vilhjalmsdottir | super g (v)         | -         | DNF (-)                            |
| Helga Vilhjalmsdottir | supercombinatie (v) | 15e       | 1.45,44 (+4,62) (1.08,44, 37,00)   |
| Helga Vilhjalmsdottir | reuzenslalom (v)    | 21e       | 2.02,06 (+5,93) (1.00,31, 1.01,75) |
| Helga Vilhjalmsdottir | slalom (v)          | 8e        | 1.24,92 (+5,16) (45,63, 39,29)     |

### Langlaufen
| Olympiër         | Onderdeel          | Resultaat | Prestatie         |
| ---------------- | ------------------ | --------- | ----------------- |
| Gunnar Birgisson | 10 km klassiek (m) | 38e       | 35.06,8 (+5.38,0) |
| Gunnar Birgisson | sprint (m)         | 41e       | kwalificatie      |